# Уитерс, Рэмзи Мьюр
Рэмзи Мьюр Уитерс (англ. Ramsey Muir Withers; 28 июля 1930, Скарборо — 24 декабря 2014, Оттава) — канадский военный и государственный деятель, шестой начальник штаба обороны Канады, а в дальнейшем заместитель министра транспорта Канады и директор Канадского института стратегических исследований.

## Биография

### Военная карьера
Рэмзи Мьюр Уитерс родился в 1930 году в пригороде Торонто в семье Уильяма Мьюра Уитерса и Элис Смит Хоуп Ханны. В 1948 году он поступил на военную службу в вооружённых силах Канады, став кадетом военного колледжа Ройал Роудс. Через год он избрал для продолжения службы Королевский канадский сигнальный корпус и после окончания в 1952  году Королевского военного колледжа был в чине лейтенанта направлен на театр военных действий в Корее. Там он служил до 1953 года в составе 22-го Королевского полка.
По возвращении в Канаду Уитерс получил дополнительное образование в Университете Куинс. Во время учёбы он познакомился с Элисон Смит, и в 1954 году они поженились. В 1956 году Уитерс получил направление в бронетанковые войска и проходил службу в полку Королевских канадских драгун в Петававе, а затем в Германии. В 1970 году Уитерс стал первым канадским офицером послевоенного выпуска, произведённым в чин бригадного генерала, и в этом звании был назначен первым в истории Канады командующим военным округом Северного региона. С 1973 по 1976 год он проходил службу в генеральном штабе, а в 1976—1977 годах был командующим канадским военным контингентом в Европе.
После производства в генерал-лейтенанты в 1977 году Рэмзи Мьюр Уитерс был назначен заместителем начальника штаба обороны Канады, а три года спустя стал шестым начальником штаба обороны, оставаясь на этом посту до 1983 года. Как пишет Канадская энциклопедия, за годы в штабе обороны Уитерс стал мастером политической и бюрократической интриги, и по словам генерал-майора Льюиса Маккензи, эти навыки помогли ему сохранить канадские вооружённые силы в начале 80-х годов в условиях резкого сокращения бюджетных расходов. Как говорит Маккензи, «Ему нужно было знать оттавские правила игры и уметь в неё играть. Он был хорош в этой игре». Последним этапом в военной карьере генерала Уитерса было шестилетнее пребывание на посту почётного подполковника Пешей гвардии генерал-губернатора (полковником которой по статуту является сам генерал-губернатор Канады).

### Гражданская служба
С 1983 по 1988 год Рэмзи Уитерс, чьё образование включало специальность инженера-строителя, входил в состав канадского правительства как заместитель министра транспорта. В эти годы он на добровольной основе также входил в состав комитета по пересмотру учебной программы Королевского военного колледжа Канады.
С 1988 года Уитерс занимал различные посты в гражданском секторе, начиная с должности директора лоббистской организации Government Consultants International, а в дальнейшем возглавляя компанию по аэрокосмическим технологиям и Группу по связям правительства и промышленности. Он также продолжал вести активную общественную деятельность. В 1988—1995 годах он был председателем комитета Канадского военного музея, а в 1990 году был назначен директором Канадского института стратегических исследований.
С 1977 по 1990 год Уитерс входил в Национальный совет скаутов Канады и был удостоен за свою деятельность на этом посту «Серебряного волка» — высшей награды скаутского движения. Он также входил в совет попечителей Канадского музея цивилизации, а позже продолжал участвовать в его работе как волонтёр-переводчик практически до самой смерти.
Рэмзи Мьюр Уитерс умер от инфаркта в Оттаве в декабре 2014 года. Он был похоронен на Национальном военном кладбище Канады.

## Награды
За годы военной и гражданской службы Рэмзи Уитерс был удостоен ряда правительственных наград. Он являлся командором канадского ордена «За военные заслуги» и командором британского ордена святого Иоанна Иерусалимского. Его другие награды включали Знак канадских вооружённых сил (за 20 лет на военной службе), медали Серебряного и Золотого юбилея королевы Елизаветы II, награду комиссара Северо-Западных территорий и награду за выдающиеся достижения Общественной службы Канады. Рэмзи Мьюр Уитерс был почётным доктором двух университетов и почётным выпускником Оборонного колледжа НАТО.